# Ernst Schlott
Ernst Schlott (* 17. Dezember 1904 in Ratibor; † 20. August 1978 in Laboe) war ein deutscher Schauspieler, Hörspiel- und Synchronsprecher.

## Leben
Schlott, ein Sohn des Eisenbahnbeamten Paul Schlott und seiner Frau Ida, geb. Bosch, erhielt seine Schulbildung an einem humanistischen Gymnasium, das er mit dem Abitur abschloss. Danach besuchte er von 1926 bis 1927 die Berliner Schauspielschule und nahm Gesangsunterricht. Stationen seiner Bühnenkarriere waren das Schauspielhaus Zürich, die Münchner Kammerspiele, verschiedene Berliner Privattheater sowie das Theater in der Josefstadt und das Deutsche Volkstheater in Wien.
Seit den 1930er Jahren übernahm er zudem Rollen in Spielfilmproduktionen wie Robert Wohlmuths Nacht der Versuchung, Josef von Bákys Intermezzo und Erich Engels’ Die goldene Spinne. Seinen letzten Filmauftritt hatte er als „Dr. Sinsberg“ neben Hansjörg Felmy in Kurt Hoffmanns satirischer Komödie Wir Wunderkinder nach  Hugo Hartung.
Nach dem Zweiten Weltkrieg erhielt Schlott eine feste Anstellung als Sprecher beim Bayerischen Rundfunk und wirkte in zahlreichen Hörfunk-Produktionen des Senders mit. Daneben war er umfangreich als Synchronsprecher tätig und lieh seine Stimme beispielsweise Joseph Cotten in Das Haus der Lady Alquist, Peter Cushing in Die Bestie mit dem Skalpell, Cedric Hardwicke in Der Glöckner von Notre Dame, Oscar Levant in Humoreske und Leopoldo Trieste in Vitelloni.
Ernst Schlott war ab 1939 mit Elise „Lissy“ Bühler verheiratet. Nach Kriegsende lebte er mit seiner Frau in München, Krailling und ab 1973 schließlich in Ansbach. Er starb 1978 während eines Aufenthalts im Ostseebad Laboe.

## Filmografie (Auswahl)
- 1932: Annemarie, die Braut der Kompagnie
- 1932: Drei von der Kavallerie
- 1932: Nacht der Versuchung
- 1935: Die ewige Maske
- 1936: Intermezzo
- 1943: Die goldene Spinne
- 1958: Wir Wunderkinder

## Hörspiele (Auswahl)
- 1946: Johann Wolfgang von Goethe: Iphigenie auf Tauris – Regie: Helmut Brennicke (BR)
- 1947: Heinrich von Kleist: Der zerbrochne Krug (Rolle: Gerichtsrat Walter) – Regie: Walter Ohm (BR)
- 1947: Gerhart Hauptmann: Winterballade (Erzähler) – Regie: Walter Ohm (Radio München)
- 1948: Georg Büchner: Dantons Tod (Rolle: Lacroix) – Regie: Walter Ohm (BR)
- 1948: Wolfgang Borchert: Draußen vor der Tür (Rolle: Ehemann) – Regie: Walter Ohm (Radio München)
- 1948: Oscar Wilde: Wie wichtig ist es, ernst zu sein – Regie: Helmut Brennicke (BR)
- 1949: Theodor Fontane: Effi Briest (Rolle: Baron von Instetten) – Regie: Heinz-Günter Stamm (BR)
- 1949: Fjodor Dostojewski: Schuld und Sühne (4 Teile) – Regie: Walter Ohm (BR)
- 1950: Lucille Fletcher: Der Mann an der Brücke (Rolle: Ronald Adams) – Regie: Walter Ohm (BR)
- 1950: Heinrich von Kleist: Prinz Friedrich von Homburg (Rolle: Graf von Hohenzollern) – Regie: Otto Kurth (BR)
- 1951: Friedrich von Schiller: Wilhelm Tell (Rolle: Pfarrer Rösselmann) – Regie: Hannes Küpper (BR)
- 1951: Molière: Der eingebildete Kranke (Rolle: Bérald) – Regie: Walter Ohm (BR)
- 1952: Nikolai Gogol: Der Revisor (Rolle: Schulrektor) – Regie: Walter Ohm (BR)
- 1953: Carl Zuckmayer: Ulla Winblad oder Musik und Leben des Carl Michael Bellmann (Rolle: Baron Lindkrona) – Regie: Walter Ohm (BR/RB/SWF)
- 1954: Leonhard Frank: Die Ursache (Rolle: Anton Seiler) – Regie: Walter Ohm (BR)
- 1954: Hellmut von Cube, Marcel Aymé: Garou-Garou (Rolle: Dr. Jaquard) – Regie: Walter Ohm (BR)
- 1956: Friedrich Dürrenmatt: Die Panne (Rolle: Alfredo Traps) – Regie: Walter Ohm (BR/SDR)
- 1956: Günter Eich: Der letzte Tag von Lissabon (Sprecher) – Regie: Friedrich-Carl Kobbe (BR/RB/SWF)
- 1957: Friedrich Dürrenmatt: Der Besuch der alten Dame (Rolle: Bürgermeister) – Regie: Walter Ohm (BR)
- 1957: Dante Alighieri: Göttliche Komödie (5. Teil: Das Paradies, Rolle: Bonaventura di Bagnoregio) – Regie: Otto Kurth (BR)
- 1958: Günter Eich: Die Stunde des Huflattichs (Rolle: Vater) – Regie: Fritz Schröder-Jahn (BR/NDR)
- 1959: Fritz Habeck: Der Fremde jenseits des Flusses (Rolle: Landgerichtsrat) – Regie: Walter Ohm (BR)